# Torx
Torx er et varemærke ejet af Acument Intellectual Properties for en type skruehoved, der er karakteriseret ved et 6-kantet stjerneformet mønster, patenteret af Camcar Textron i 1971. Det officielle generiske navn, standardiseret af International Organization for Standardization som ISO 10664, er hexalobular interne.

## Egenskaber
Torx-fordybningen er designet til at skruetrækkeren ikke kammer over ved overspænding, derfor tillader den et højere drejningsmoment modsat Phillips-skruetypen, hvor Phillipskærven er designet til at kamme over for at forhindre overspænding. Udviklingen af bedre drejningsmoment-begrænsende automatiske skruetrækkere til brug i fabrikker muliggør derfor brugen af Torxskruer i stedet for at stole på at værktøjet glider ud af skruehovedet. Producenten hævder at denne kombination kan øge værktøjsbittens liv med ti gange eller mere.

## Varianter
| Billede                       | Forkortelse           | Beskrivelse |  |
| ----------------------------- | --------------------- | --- |  |
| Screw Head - Torx             | Torx T Eller TX       | Det klassiske Torx-design |  |
| Torx tt                       | Torx TR eller Torx TT | kendt for at være mere sikker mod standard torx og lige skruetrækker, da den har en stolpe i midten af den sekskantede stjerne. Derfor er den også kendt som Security Torx og Tamper-Resistant Torx på engelsk. |  |
| Screw Head - Torx External    | Torx E                | En ekstern Torx version/torx top, hvor skruehovedet har form som en Torx-skruetrækkerbit og en Torx-top anvendes til at drive den. Den nominelle dimensionering er ikke korreleret til Torx T-størrelsen. |  |
| Torx Plus                     | Torx IP               | Torx Plus® blev introduceret af Camcar i 1991 og er ligesom Torx 6-kantet med lige vægge. Forbedringen er i udformningen af de kanter, som blev ændret til elliptiske (fra cirkulært torx). Resultatet er at den kraft som bliver påført, er mere vinkelret skruen. |  |
| 5 point Torx Plus Tamperproof | Torx TS eller IPR     | Tamper-resistant Torx Plus, eller blot Sikkerhedstorx , adskiller sig fra andre Torx Plus ved at have 5 kanter i stedet for 6. Den har også en midterstolpe. Disse bruges af producenterne til at forhindre forbrugerne i at åbne ting, de ikke burde. Den sædvanlige strategi for at skabe sådanne skruer er at tilføje en post i centrum af fordybningen i skruehovedet og et centralt hul i driveren. Dette forhindrer almindelige brugere i at trænge ind i fordybningen. TT Torx-skruer er et eksempel på et sådant system. Dog kan den i dag købes de fleste steder og de er således ikke så manipuleringssikre som oprindeligt beregnet. Torx Plus tackler det svage punkt ved at begrænse salget af skruetrækkere og bits til udstyrsproducenter og deres autoriserede reparation. |  |